# Kanariya
«kanariya» es el sencillo n.º 12 de la cantante japonesa Ayumi Hamasaki, lanzado originalmente el 8 de diciembre del año 2000.

## Información
El sencillo, limitado sólo a 300 mil copias, es uno de los que puede considerarse sencillo de culto. Para promocionar este sencillo fue utilizada una versión remezclada por el estadounidense Jonathan Peters, y la versión original ni siquiera estuvo originalmente dentro del segundo álbum de Ayumi Hamasaki LOVEppears, sino que estuvo como canción secreta, escondida al final de la última canción. Este es el único sencillo de la artista del cual no fue lanzada la versión instrumental original, y en compensasión dentro del sencillo fue agregada una versión A cappella, o llamada Vocal Track.
La versión original fue incluida en el sencillo, pero una versión editada, y no salió nunca su versión completa en una pista individual (ya que la versión original está junto a la última canción dentro del álbum, la cual es "Who...").

## Canciones
1. «kanariya» "Jonathan Peters Vocal Club Mix"
2. «kanariya» "Struggle Mix"
3. «kanariya» "HΛL's Mix"
4. «kanariya» "DJ-TURBO Club Mix"
5. «kanariya» "Dub's Energy Remix"
6. «Two of us» "HΛL's Mix"
7. «kanariya» "SPAZM Mix"
8. «from your letter» "pandart sasanooha Mix"
9. «kanariya» "Big Room Mix"
10. «kanariya» "HIROSHI's Nite Clubing Mix"
11. «kanariya» "Full Vocal Mix"
12. «kanariya» "Original Mix -Radio Edit-"
13. «kanariya» "Vocal Track"

- Datos: Q306283